# 585
Раннє Середньовіччя. Триває чума Юстиніана. У Східній Римській імперії триває правління Маврикія. Лангобарди частково окупували Італію і утворили в ній Лангобардське королівство. Франкське королівство розділене між синами Хлотара I. Іберію займає Вестготське королівство. В Англії розпочався період гептархії. Авари та слов'яни утвердилися на Балканах.
У Китаї період Північних та Південних династій. На півдні править династія Чень, на півночі — династія Суй. Індія роздроблена. У Японії триває період Ямато. У Персії править династія Сассанідів. Степову зону Азії та Східної Європи контролює Тюркський каганат, розділений на Східний та Західний.
На території лісостепової України в VI столітті виділяють пеньківську й празьку археологічні культури. VI століття стало початком швидкого розселення слов'ян. У Північному Причорномор'ї співіснують різні кочові племена, зокрема кутригури, утигури, сармати, булгари, алани, авари, тюрки.

## Події
- Триває війна між Персією та Візантією.
- Візантійські війська дали відсіч слов'янам при Адріанополі[1].
- Візіготи підкорили королівство свевів на північному заході сучасної Іспанії.
- Галлію охопив голод[2].
- У Франкському королівстві церква почала збирати десятину[3].

## Виноски
1. ↑  John Robert Martindale, The prosopography of the later Roman Empire, Cambridge University Press, 1994 (ISBN 0521201608)
2. ↑  Jean Louis Boucarut, Instructions historiques et théologiques sur les sacrements, Nîmes, Soustelle, 1858
3. ↑   Jean Heuclin, Hommes de Dieu et fonctionnaires du roi: en Gaule du Nord du Ve au IXe siècle, Presses universitaires du Septentrion, 1998